# 1768 Appenzella
1768 Appenzella è un asteroide della fascia principale del diametro medio di circa 20,86 km. Scoperto nel 1965, presenta un'orbita caratterizzata da un semiasse maggiore pari a 2,4504897 UA e da un'eccentricità di 0,1786681, inclinata di 3,26329° rispetto all'eclittica.
L'asteroide è dedicato al Canton Appenzello.